# Dub v Dolních Marklovicích 1
Dub v Dolních Marklovicích 1 je památný dub letní (Quercus robur L.) na hřbitově u dřevěného kostela Nanebevstoupení Páně v Dolních Marklovicích části obce Petrovice u Karviné v okrese Karviná v Moravskoslezském kraji. Dub se nachází nedaleko česko-polské státní hranice.

## Galerie

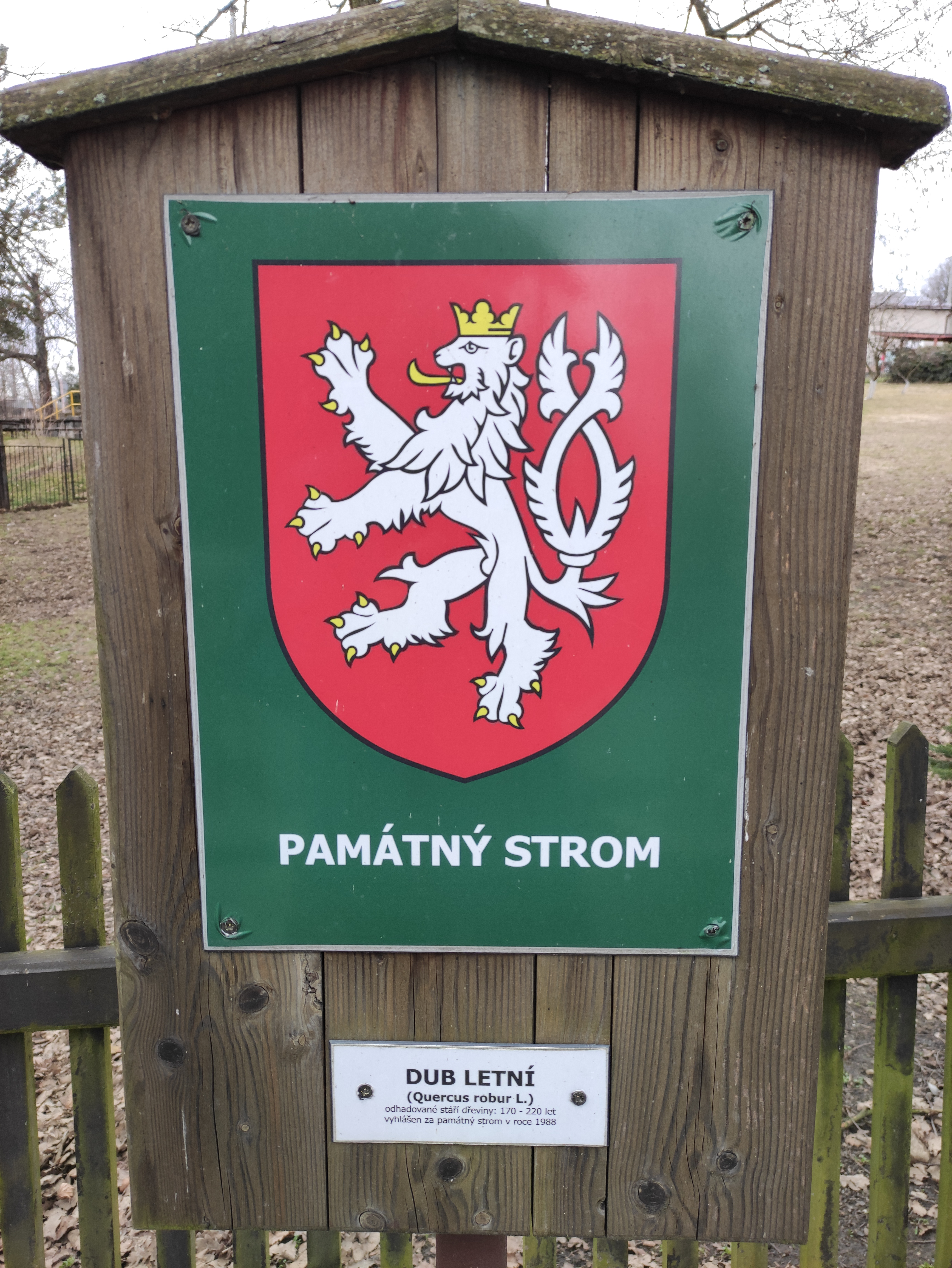

## Další informace
Údaje pocházející z roku 1990:
| Výška stromu                 | 22,0 m                                  |
| Obvod kmene ve výčetní výšce | 3,40 m                                  |
| Ochranné pásmo:              | vyhlášené - svislý průměr koruny stromu |
| Datum prvního vyhlášení      | 1. června 1990                          |
| číslo parcely                | 792                                     |